# ساشا گابور
ساشا گابور (انگلیسی: Sasha Gabor؛ زاده ۶ ژوئن ۱۹۴۵ درگذشته ۲۷ ژوئن ۲۰۰۸) یک بازیگر پورنوگرافی اهل مجارستان بود.